# Tête de Bostan
Pour les articles homonymes, voir Bostan.
La tête de Bostan ou tête de Bossetan est un sommet des Préalpes du Nord situé dans le massif du Giffre, à la limite de la Haute-Savoie (France) et du Valais (Suisse). 
Elle culmine à 2 406 mètres d'altitude selon l'IGN et à 2 405 mètres selon Swisstopo. Elle sépare la vallée du Giffre et le val d'Illiez.

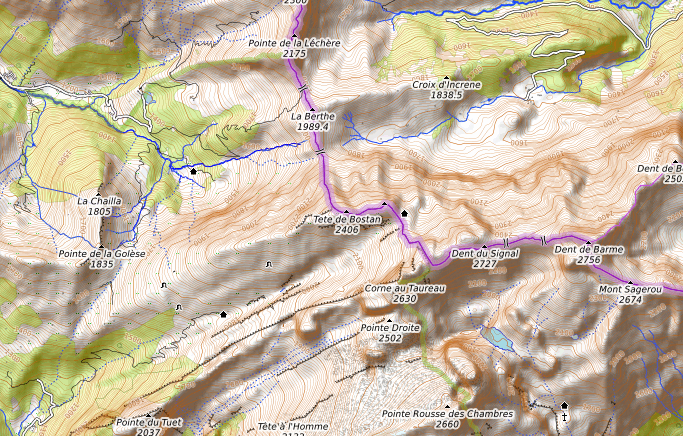
Carte topographique de la tête de Bostan.